# آلفرد هرتز
آلفرد هرتز (به آلمانی: Alfred Hertz) (زادهٔ ژوئیهٔ ۱۸۷۲ - درگذشتهٔ ۱۷ آوریل ۱۹۴۲) موسیقی‌دان و رهبر ارکستر اهل آلمان بود.
هرتز در سال ۱۸۹۸ در پاریس با فردریک دلیوس، آهنگساز آلمانی تبار، آشنا شد و در ۳۰ مهٔ ۱۸۹۹، یعنی در ۳۶سالگی، اجرای نخستین اثر او را در لندن رهبری کرد.
آلفرد هرتز در کودکی به فلج اطفال مبتلا شد و تا پایان عمر با عصا راه می‌رفت.